# Усадьба Сабитовых

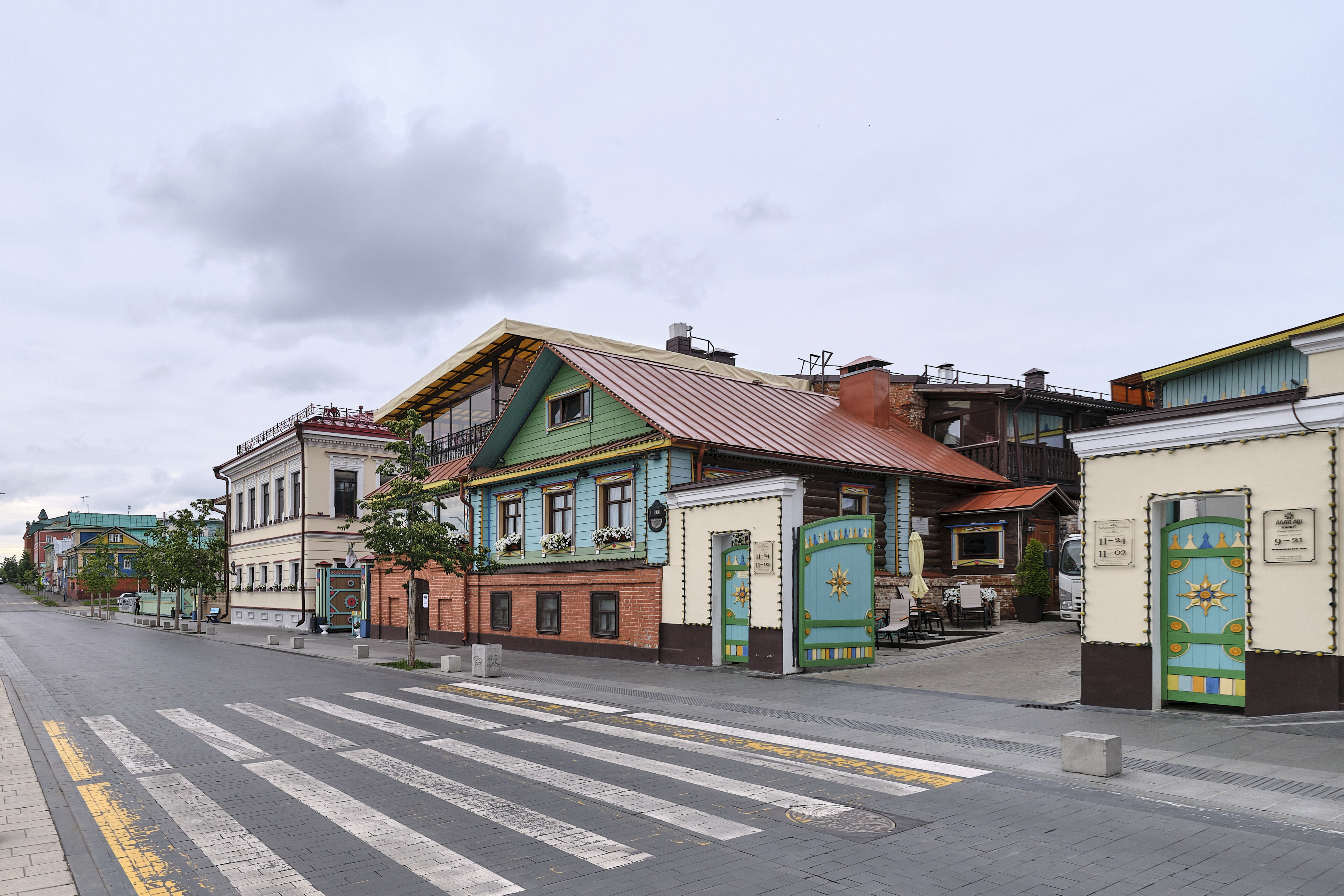
Купеческая усадьба Сабитовых, 2022 год.

Усадьба Сабитовых — комплекс исторических зданий в Казани, в Старо-Татарской слободе, на улице Шигабутдина Марджани, дом 8. Построен во второй половине XIX века. Объект культурного наследия местного значения.

## История
Дом и флигель построены купцом Хамитом Сабитовым во второй половине XIX века (по официальному именованию объектов культурного наследия, построена в начале XX века). С 1900 года усадьбой владел его сын Хайрулла. В 1908—1910 гг. в доме собиралось неофициальное объединение татарской интеллигенции «Восточный клуб». В мае 1918 года в доме был штаб 1-го Мусульманского социалистического полка. Усадьба отреставрирована в 2012—2013 гг.

## Архитектура
Комплекс усадьбы включает кирпичный двухэтажный главный дом, двухэтажный полукаменный флигель и хозяйственные постройки. Главный дом, который оформлен в стиле эклектики с элементами классицизма, выходит на улицу протяжённым фасадом. Центральная часть выделена небольшим ризалитом в три оконных оси с балконом. Окна нижнего этажа снабжены замковыми камнями, окна верхнего этажа — сандриками в виде арок с плечиками на центральном ризалите и лучковыми по краям. Этажи разделяют профилированные тяги. Здание венчает фриз и карниз простого профиля. Флигель, выходящий на улицу, построен по образцовому проекту. Кирпичный нижний этаж имел хозяйственную функцию, деревянный верхний — жилую. Его венчает фронтон, чердачное пространство занимает светёлка. Флигель соединялся с главным домом воротами, которые во время реставрационных работ восстановлены. Служебные постройки представлены одноэтажным зданием лавки, примыкавшей к дому, и деревянными постройками в глубине двора, над которыми при реставрации восстановлены навесные галереи на втором этаже.